# Beau Knapp
Beau Christian Knapp (Los Angeles, 17 april 1989) is een Amerikaans acteur. Hij speelde in diverse films en series, waaronder Death Wish, Measure of a Man en Law & Order: Organized Crime.

## Filmografie

### Film
- 2009: The J.H. Gunn Project, als Luke
- 2011: Super 8, als Breen
- 2012: No One Lives, als Denny
- 2012: Wracked, als David
- 2013: The Sunshine Shop: The Lovaganza Convoy Proof of Concept, als Johnny Rawtrickxs
- 2014: The Signal, als Jonah
- 2014: The Lovaganza Convoy: The Screen Tests, als Johnny Rawtrickxs
- 2014: The Hitchhiker, als zeiler
- 2014: You're Not You, als Jackson
- 2014: The Last Ones, als Mike
- 2015: Run All Night, als Kenan Boyle
- 2015: What Lola Wants, als Marlo
- 2015: Southpaw, als Jon-Jon
- 2015: The Gift, als detective Walker
- 2015: Burned, als Jason
- 2016: The Finest Hours, als Mel Gouthro
- 2016: Vincent N Roxxy, als Daryl
- 2016: The Nice Guys, als 'Blueface'
- 2016: Billy Lynn's Long Halftime Walk, als Crack
- 2017: Sand Castle, als sergeant Burton
- 2017: My Days of Mercy, als Toby
- 2018: Death Wish, als Knox
- 2018: Measure of a Man, als Willie Rumson
- 2018: Destroyer, als Jay
- 2019: Crypto, als Martin Duran
- 2019: Semper Fi, als 'Milk' Milkowski
- 2019: American Skin, als officier Mike Randall
- 2019: Black and Blue, als Smitty
- 2021: Ida Red, als Jay
- 2021: Mosquito State, als Richard Boca
- 2021: The Guilty, als Dru Nashe (stemrol)
- 2023: Little Dixie, als Raphael 'Cuco' Prado
- 2023: The Bikeriders, als Wahoo
- 2024: Road House, als Vince
- 2024: Long Gone Heroes, als West

### Televisie
- 2013: Bones, als Zane Reynolds
- 2017: Shots Fired, als Caleb Brooks
- 2018: Seven Seconds, als Peter Jablonski
- 2020: The Good Lord Bird, als Owen Brown
- 2020: L.A.'s Finest, als Malcolm Ward
- 2021: The Lost Symbol, als Mal'akh
- 2022: Law & Order: Organized Crime, als Mark Sirenko
- 2022: Law & Order: Special Victims Unit, als Mark Sirenko
- 2022: Law & Order, als Mark Sirenko
- 2024: SEAL Team, als Drew Franklin
- 2024-2025: FBI: International, als Greg Csonka